# Boski plan (album)
Boski plan – trzynasty długogrający album Stachursky’ego, wydany 30 października 2012 przez wytwórnię płytową Universal Music Polska. 
Album zawiera 10 premierowych utworów, a pierwszym singlem promującym wydawnictwo został tytułowy utwór „Boski plan”. 

## Lista utworów
Opracowano na podstawie materiału źródłowego.
1. „Boski plan” – 4:09
2. „Najpiękniejszy dzień” – 3:22
3. „Tylko dla Ciebie” – 3:44
4. „Może wtedy” – 3:50
5. „Niech stanie się” – 2:52
6. „Frustracje męczącego sąsiada” – 3:01
7. „Pod ręką” – 3:59
8. „Jeśli dziś odejdziesz” – 3:51
9. „Lustro” – 2:38
10. „A to co mam” – 4:24